# أنسل كولينز
أنسل كولينز (بالإنجليزية: Ansell Collins)‏ هو منتج أسطوانات جامايكي، ولد في 1949.

## وصلات خارجية
- أنسل كولينز على موقع ميوزك برينز (الإنجليزية)
- أنسل كولينز على موقع ديسكوغز (الإنجليزية)